# Nastanek para
Nastanek para je pojav v jedrski fiziki, pri katerem visokoenergijski žarek gama interagira z atomskim jedrom, pri čemer nastane osnovni delec in njegov antidelec. Ob fotoelektričnem pojavu in Comptonovem pojavu je nastanek para eden temeljnih mehanizmov, s katerimi lahko zaznamo sodelovanje žarkov gama s snovjo.
Pri nastanku para najpogosteje nastane par elektron-pozitron, saj ima elektron izmed vseh osnovnih delcev najmanjšo maso (0,511 MeV/c2), tako da za nastanek para elektron-pozitron zadostuje žarek gama z energijo 1,022 MeV. Obratni pojav je anihilacija para.
Nastanek para je prvi opazil Patrick Maynard Stuart Blackett v mehurčni celici, za kar je leta 1948 prejel Nobelovo nagrado za fiziko.